# ČSD U 45.901 bis U 45.905
Die Baureihe U 45.9 war eine Schmalspur-Tenderlokomotive der Waldeisenbahn Orava (slowakisch: Oravská lesná železnica (OLŽ)), die für den Holztransport eingesetzt wurde.
In die Baureihe U 45.9 wurden mehrere Schmalspur-Tenderlokomotiven von Waldbahnen unterschiedlicher Hersteller mit ähnlicher Charakteristik und Leistung eingegliedert. Dieser Artikel beinhaltet die Lokomotiven der MÁVAG sowie O&K. Über weitere Lokomotiven dieser Leistungsklasse siehe U 45.905-906 und U 45.907-910.

## Geschichte der Lokomotiven 4281/1916 und 4282/1916
Es wurden zwei Maschinen mit den Fabriknummern 4281/1916 (U 45.901) und 4282/1916 im Jahre 1916 von der MÁVAG in Budapest gebaut und im selben Jahr von den OLŽ eingesetzt. Die Lokomotiven entsprechen dem MÁVAG-Typ 85. Diese stellten damit die ersten Lokomotiven der neuen Eisenbahngesellschaft dar. Mit den beiden radial einstellbaren Klien-Lindner-Hohlachsen waren die Lokomotiven besonderes gut für die engen Radien der Schmalspurbahn geeignet. Die Lokomotive mit der Betriebsnummer U 45.901 war bis zum Ende der fünfziger Jahre im Einsatz und ging mit dem restlichen Schienenbestand in den Besitz der Kysuce Museums in Čadca im Jahre 1974 über. Ein Brand im Lokschuppen der Waldbahn Vychylovka 1988  beschädigte die Lokomotive. Zwischen 1989 und 1991 wurde die Lokomotive in Prag aufgearbeitet, dabei wurde das Führerhaus der Lokomotive verändert. Bis 1999 wurde die Lokomotive mit der Lokomotive des Typs U 34.9 im Betrieb eingesetzt. Aktuell ist sie durch einen Schaden am Dampfkessel nicht einsatzfähig.
Die Lokomotive mit der Fabriknummer 4282/16 wurde 1953 außer Dienst gestellt und wurde in den 1960er Jahren als Ersatzteillager bei Zákamenné genutzt.

## Geschichte der Lokomotiven 4279/1916 und 4280/1916
Weitere Lokomotiven der Bauart mit den Fabriknummern 4279/1916 (U 45.902) und 4280/1916 (U 45.903) wurden bei der ehemaligen Waldbahn bei Pribylina in der Nähe von Liptovský Hrádok eingesetzt und gehören heute zum Inventar des Museums Liptovskej dediny.

## Geschichte der Lokomotiven 5855/1912 und 9424/1920
Die Lokomotiven mit den Fabriknummern 5855/1912 und 9424/1920 wurden im Gegensatz zu ihren Schwestermodellen in den Fabriken von Orenstein & Koppel in den Jahren 1912 (Maschine 5855) und 1920 (Maschine 9424) hergestellt. Die beiden Maschinen wurden in der heutigen Slowakei auf der ehemaligen Waldbahn Spišská Belá eingesetzt.
Im Jahr 1937 wurde die Maschine 9424/1920 zur Eisenbahngesellschaft RŠLS Liptovský Hrádok verkauft. Seit dem Jahr 1938 läuft diese Lokomotive unter der Nummer U45.904. Im Jahre 1963 wurde die Lokomotive an das Straßenbauamt in Žilina verkauft, dort wurde der Kessel der Lokomotive als Heizkessel weitergenutzt.
Maschine 5855/1912 wurde 1939 an die Považská Lesná Železnica verkauft. Sie bekam die Nummer U45.905. Die Lokomotive bekam am 23. Dezember 1959 einen neuen Kessel in der Werkstatt ÈSD Vrútky.